# سوفولار (گول‌آغاچ)
سوفولار (به ترکی استانبولی: Sofular) یک منطقهٔ مسکونی در ترکیه است که در گول‌آغاچ واقع شده‌است.